# Вуковар (остров)
Вуковар (хорв. Vukovarska ada, серб. Вуковарска ада) — остров на Дунае около города Вуковар на границе Хорватии и Сербии. Остров оспаривается обеими странами.

## Описание острова
Остров Вуковар находится в русле Дуная вблизи сербского берега. От сербского берега остров отделяет узкая протока шириной всего 20—30 метров, в то время, как минимальное расстояние до берега Хорватии составляет не менее 250 метров. Форма острова напоминает бумеранг, обращённый бугром в сторону Хорватии. Длина — около 3,8 км, максимальная ширина — около 600 метров. Территория острова обильно покрыта лесами.

## Историческая справка
В 1991 году Хорватия стала независимым государством. Согласно решению международной конференции границы между бывшими союзными республиками становились государственными границами между образованными странами.
Сербская Краина в основном была населена сербами и остров Вуковар соответственно тоже.

## Демилитаризация острова
В 2004 году Сербия вывела с острова бо́льшую часть воинского контингента, однако полиция полностью взяла на себя пограничный контроль только в 2006 году.
В 2006 году впервые после войны пляжи острова были открыты для посетителей. Остров обслуживается Вуковарским «Дунайским спортивно-курортным обществом».

## Современные территориальные споры
Одна из частей мирного соглашения включала краткосрочные договоры, по которым Хорватия должна была контролировать западную часть Дуная, а Сербия — восточную. Позиция официальной Сербии состоит в том, что решение Международной комиссии не действительно и краткосрочные договорённости между Сербией и Хорватией должны определять будущую границу между государствами, следовательно остров должен принадлежать Сербии, так как находится ближе к сербскому берегу.